# Devil May Cry 2
Devil May Cry 2 (abreviado comúnmente como "DMC2") es un videojuego de acción-aventuras hack & slash de 2003 desarrollado y publicado por Capcom. Se lanzó entre enero y marzo, originalmente para PlayStation 2. En orden cronológico, los eventos del juego transcurren después de Devil May Cry y antes de Devil May Cry 4.
Ambientada en la época moderna, en la ficticia isla Vie de Marli la historia se centra en el cazador de demonios Dante y la guardiana de la isla Lucía, quienes luchan para impedir que un empresario llamado Arius invoque al demonio Argosax y alcance el poder supremo. La historia se narra principalmente mediante una combinación de cinemáticas que utilizan el motor del juego, con varios vídeos de movimiento completo pre-renderizados.
Dirigido por un equipo diferente y sin experiencia, Devil May Cry 2 tuvo una producción problemática que se reflejó en su recepción. El juego recibió críticas mixtas y fue criticado por diversas decisiones que lo hicieron considerablemente diferente de su predecesor; entre las principales se encuentran la reducción de la dificultad y los cambios en la personalidad de Dante. A pesar de ello, Devil May Cry 2 fue un éxito comercial, estableció varias convenciones de la serie y motivó a su equipo de desarrollo a mejorar su trabajo, manteniendo la franquicia en futuras entregas.

## Historia
Devil May Cry 2 comienza con Lucía y Dante entrando por separado en un museo donde se almacena un importante artículo llamado el Medaglia. Después de derrotar a un grupo de demonios en el museo, Lucía invita a Dante para que la siga a la isla de Dumary, donde le presenta a Matier, su madre. Matier explica que ella luchó una vez junto al padre de Dante, Sparda, para defender la isla contra los demonios. Ella le pide ayuda a Dante para luchar contra Arius, un hombre de negocios internacionales que utiliza poderes demoníacos y que intenta conquistar el mundo. Dante lanza una moneda al aire en respuesta, y decide ayudar cuando la moneda cae en cara. Después de que Dante se va, Matier y Lucía discuten sobre la Arcana, los artículos requeridos por Arius para invocar Argosax.
Lucía en algún momento confronta a Arius, quien revela que ella fue su creación. Cuando Lucía se mueve para atacar a Arius, él utiliza su magia para acabarla. Un poco después, Dante se reúne con Lucía, quien le da la última de las Arcana antes de irse. Entonces Dante encuentra Matier e intenta darle la Arcana a ella. Matier, alternadamente, le pide a Dante que tome la Arcana para salvar a Lucía, quien se había ido a luchar contra Arius de nuevo. Dante lanza su moneda al aire otra vez para decidir si les ayudará; cae en cara, y él parte para asistir a Lucía. Mientras tanto, Lucía entra en la torre de Uroboros y ataca a Arius, el cual la captura. Dante llega e intercambia la Arcana por Lucía, entonces ataca a Arius. Para escapar, Arius presiona a Dante sobre decidir entre salvar a Lucía o matarlo a él.
Lucía, preocupada acerca del ritual y estando en conflicto consigo misma, se pregunta cómo detendrán a Arius. Dante la consuela, indicando que él encontrará una manera. Dante deja a Lucía pensando mientras que él sale a la derrota de Arius. Matier llega un poco más adelante, tranquiliza la mente de Lucía, y decide reunirse a la lucha contra Arius. Dante llega para encontrar a Arius en medio de su ritual para inducirse la inmortalidad. Aparentemente no del todo satisfecho con el término de la ceremonia, Dante se muestra confiado. Otra lucha sobreviene, en la cual Dante acaba con Arius utilizando sus pistolas. Afuera, Lucía enfrenta a Dante y le exige que la mate porque teme volverse un demonio ella misma. Antes de que el desacuerdo pudiera ser resuelto, un enorme torrente de energía cae sobre la torre y un portal al mundo de los demonios se abre. Dante y Lucía discuten sobre quién entrará y lo cerrará desde el interior; Dante ofrece dejarle la opción al destino. Él lanza su moneda al aire y de nuevo cae en cara, dejando a Dante entrar al portal para lidiar con Argosax después de dejarle su moneda a Lucía.
Después de que Dante se va, Arius vuelve a la vida mostrando poderes demoníacos. Mientras que Lucía pelea contra Arius, él resulta herido e intenta distraerla, una táctica la cual falla; Lucía sigue combatiendo para derrotarlo. Dentro del portal, Dante pelea y derrota al parcialmente invocado Argosax. Descubriendo que el portal se había cerrado, Dante se adentra más en reino de los demonios montado en una motocicleta. Después de la batalla, Matier procura tranquilizar a Lucía sobre el destino de Dante, insistiendo en que Sparda regresó de un viaje similar. Lucía examina la moneda que Dante le había dejado y descubre que ambos lados son idénticos. Un tiempo después en la tienda de Dante, Lucía espera a Dante. Afuera, el sonido de una motocicleta retumba, y Lucía se va para investigar. Esto deja al jugador interpretar si es Dante o no.

## Personajes
- Dante (voz de Matthew Kaminsky)

Un cazademonios hijo del legendario caballero Sparda, un demonio que luchó contra el infierno para defender a los humanos de la Tierra. En sus venas corre sangre demoníaca, aunque posee un corazón humano. Dante viaja a la Isla Dumary, concretamente a Vie de Marli, donde, persiguiendo a una misteriosa mujer llamada Lucía, conoce a la madre de esta, Matier. Esa anciana luchó junto con Sparda, el padre de Dante, años atrás. Desesperada, pide ayuda a Dante para luchar contra Arius, un ambicioso millonario que está buscando ciertos artefactos para revivir a Argosax, un ser diabólico, para proclamarse el amo y señor del mundo.
- Lucía (voz de Francoise Gralewski)

Una joven y bella mujer de cabello rojo que vive en Vie de Marli junto con su madre, Matier. Se gana la vida como guerrera y siempre ha defendido a su pueblo. Ahora se tendrá que enfrentar a su mayor reto: detener a Arius y frenar su plan para conquistar el universo liberando a Argosax. Al principio no ve con buenos ojos a Dante, pero Lucía no es una persona que de la espalda a quien quiere ayudar. A lo largo de la historia, Lucía descubrirá detalles sobre su vida y pasado que hasta el momento desconocía.
- Matier (voz de Flo Di Re)

Una anciana que vive en Vie de Marli, que hace años fue una guerrera que luchó junto con Sparda, el caballero legendario y padre de Dante. Es la madre adoptiva de Lucía, a quien entrenó como guerrera para ser su sustituta en el futuro. Sabe muchas cosas de Arius, Argosax y del padre de Dante, Sparda, pero no parece que quiera compartir la información por las buenas al principio.
- Arius (voz de Sherman Howard)

Multimillonario propietario de la corporación Uroboros. Su imperio está situado en la metrópolis, cerca de Vie de Marli, lugar que está en su punto de mira, ya que ahí se encuentran los artefactos que Arius busca para liberar a Argosax y así convertirse en el amo de todo el universo.

## Jugabilidad
Los controles del juego son simples, convirtiendo cortas secuencias de presionar botones en complejas acciones mostradas en pantalla. Un nuevo elemento para la serie es un botón de evasión, el cual permite a Dante o Lucía rodar, esquivar ataques enemigos, o correr por las paredes. Otra nueva característica es un botón para cambiar las armas, el cual permite al jugador intercambiar armas de largo alcance sin necesidad de cambiarlas en el inventario del juego.
El juego también ofrece rompecabezas a solucionar y elementos de exploración. La jugabilidad implica que el jugador examine sus alrededores para encontrar artículos y orbes. Orbes rojos son utilizados para adquirir nuevos poderes de combate y habilidades para los personajes. Estos orbes rojos son “la sangre de los demonios”; los enemigos la dejan cuando son derrotados. En su lugar Dante y Lucía pueden también optar por comprar artículos, que permiten restaurar su salud perdida, o incluso revivir instantáneamente si mueren por el ataque de un enemigo.
La habilidad de Devil Trigger permite a Dante y a Lucía transformarse en una forma demoniaca. Esto cambia su apariencia, aumenta su fuerza y defensa, restaura lentamente su salud, y les permite utilizar ataques especiales. El estado Devil Trigger dura tanto como haya energía en la barra de D. T., la cual aumenta cuando se ataca o provoca a los enemigos mientras se está en estado normal, y disminuye mientras se ataca en estado de D. T. o usando ataques que consuman únicamente la barra de D. T. Único a este juego es el Devil Trigger de desesperación - una forma realzada del Devil Trigger - disponible para Dante cuando está bajo en salud.

## Sucesos
A pesar del éxito del original Devil May Cry, la secuela no fue creada por Hideki Kamiya o el estudio 4 de la producción de Capcom. La primera noticia que el equipo de Kamiya recibió acerca de cualquier tipo de secuela ocurrió durante la localización de Devil May Cry en Norteamérica y Europa, un movimiento que sorprendió grandemente a Kamiya. Puesto que luego del lanzamiento del juego, Kamiya había expresado la decepción de que el no fuera llamado por sus superiores en Capcom para dirigir Devil May Cry 2.
En su lugar, la segunda parte fue concedida al estudio 1 de la producción de Capcom y a Hideaki Itsuno, el equipo responsable de Capcom vs SNK 2. Según el productor Tsuyoshi Tanaka, el empuje del diseño era hacer a Devil May Cry 2 más grande que su precursor; Tanaka estimaba que los ambientes del juego eran aproximadamente nueve veces más grandes que los primeros. El énfasis en rompecabezas también disminuyó, con un sistema de cámaras mejorado para tener en cuenta escenas mejores de la acción. Los cambios del primer juego fueron influenciados por exámenes distribuidos por el equipo de desarrollo, permitiendo que remienden cualquier área identificada como débil por la gente examinada. La adición de Lucía como personaje seleccionable fue una respuesta a las quejas del jugador de que Trish no era jugable en el primer Devil May Cry.

## Marketing
Debido al enfoque de la acción de Devil May Cry 2 en el estilo, Capcom decidió asociarse con la compañía de ropa Diésel, la cual tenía antecedentes de trabajo con los desarrolladores del juego. Dante y Lucía fueron modelados con vestuarios diseñados especialmente y que mostraban la marca Diésel y fueron presentados en material promocional en almacenes Diésel a través de Japón.
Dentro del juego, Dante ofrece un vestuario desbloqueable con la marca Diésel. Lucía ofrece dos trajes separados. El logo Diésel se muestra en varias escenas durante el juego, y una bala edición especial de Devil May Cry 2 mostrando el nombre diésel fue planeada para su inclusión.
Inicialmente, Capcom era muy renuente sobre lanzar un BSO oficialmente sancionado para Devil May Cry 2. Después de un período de prueba durante el cual Capcom buscó 1000 pedidos previos como prueba de su demanda, el soundtrack de Devil May Cry 2 fue lanzado al público el 15 de octubre de 2004, en un set de 2 discos, con Masato Koda, Tetsuya Shibata y Satoshi Ise acreditados como productores.

## Acogida y crítica
Devil May Cry 2 fue un título que generó unas expectativas muy altas mientras se estaba produciendo. El tremendo éxito del primer Devil May Cry provocó en cierta manera que el público esperase una secuela superior en todos los aspectos, cosa que al final no fue así. Las características que convierten a Devil May Cry 2 en un juego peor que su primera parte, son:
- Dante, de entrada, posee más movimientos que en el primer Devil May Cry, pero a lo largo del juego no aprende ningún ataque o movimiento más (en el primer juego, sí). Además, la mayoría de estos movimientos no tienen utilidad "real" en combate y dan la impresión de haber sido incluidos solo por cuestiones estéticas para el deleite visual del jugador.
- Las orbes o gemas rojas solo sirven para aumentar el poder de las espadas y armas de fuego, no para comprar nuevas habilidades (aunque sí objetos).
- Los personajes (Dante y Lucía) poseen un mejor acabado gráficamente, pero los escenarios son peores que en el primer juego.
- En Devil May Cry 2, Dante casi no habla, perdiendo de forma inexplicable el carácter cool, prepotente, relajado y despreocupado que tenía en la primera entrega.
- Asimismo, la cantidad de vídeos en el juego es mucho más reducida.
- Dante consigue a lo largo del juego empuñar tres espadas, pero todas se manejan de forma idéntica, efectuando los mismos combos. Lo mismo pasa con Lucía.
- El juego consta de dos discos: uno para Dante y otro para Lucía. El disco de Dante posee 18 misiones, mientras que el de Lucía tiene 13. Al tener que jugar con dos discos da la impresión de que el juego es más largo que el primer Devil May Cry, pero realmente no es así. En general, el juego es casi igual de largo que la primera parte. Aunque Dante y Lucía tienen un número diferente de misiones, los escenarios son los mismos.

Pese a todo esto, sin embargo, desde su salida, Devil May Cry 2 ha conseguido una gran cantidad de ventas, incluyendo estar en el top ten los juegos más vendidos en Reino Unido en la primera mitad del 2003. En marzo del 2003, Capcom reportó haber vendido 1.4 millones de copias alrededor del mundo, y en septiembre del 2006 la cantidad total había superado 1.6 millones.

### Predecesor & Sucesor
Predecesor:
Devil May Cry
Sucesor:
Devil May Cry 3: Dante's Awakening

### Remasterización en HD
Una versión optimizada en alta definición de Devil May Cry 2 fue incluida en este recopilatorio. En enero de 2012 la empresa Capcom confirmó el lanzamiento de Devil May Cry HD Collection para las consolas PlayStation 3 y XBox 360, que recopila las tres primeras entregas adaptadas en alta definición, con gráficos optimizados a 720p. Se puso a la venta a nivel mundial el 22 de marzo de 2013.

## Recepción
El juego recibió críticas mixtas, con puntajes significativamente más bajos que su predecesor. La principal de las quejas fue que la dificultad era menor que en el primer videojuego. El sistema de combate también fue criticado por ser menos refinado, con armas individuales que son variantes más débiles o más fuertes de la misma arma en lugar de diferentes armas con sus propias ventajas y desventajas. Las batallas de los jefes fueron criticadas por requerir menos estrategia que el original. El entorno también se consideró menos detallado que los entornos del primer videojuego, intercambiando detalles por espacios abiertos. Además, Dante recibió un cambio en su personalidad que no le cayó bien a los críticos; su arrogancia se atenuó considerablemente, y rara vez habló durante el juego. La adición de un segundo disco fue vista como una forma barata para que los desarrolladores aumentaran el valor de la repetición ya que las misiones de Lucía son simplemente material reciclado de las propias misiones de Dante, con solo pequeñas variaciones. GameSpot eligió a Devil May Cry 2 como el juego más decepcionante del año 2003. UGO Networks clasificó a Devil May Cry 2 como 19.º en su lista de "Las Grandes decepciones en los videojuegos", y agregó que " Devil May Cry era tan bueno [ ...] que no había forma de que Devil May Cry 2 hubiera estado a la altura de la exageración, pero no tenia que fallar tan espectacularmente".
Sin embargo, el juego también recibió algunas críticas positivas. PSXextreme, por ejemplo, contrarrestó argumentos de muchos críticos, afirmando que los entornos solo se veían peor debido a su alcance, y que la única razón por la que Devil May Cry 2 no logró superar sus orígenes se debió a la falta de desafío. en Electronic Gaming Monthly se elogió el esquema de control del juego y las nuevas ideas, así como la idea de presentar a los dos protagonistas en discos separados. la revista Play llamó al lado de Lucía de la historia "un cruel soneto de autorrealización envuelto en una historia impregnada de connotaciones religiosas", afirmando que solo la historia era motivo para comprar el juego.

### Ventas
Devil May Cry 2 se vendió bien en la mayoría de mercados, convirtiéndose en uno de los diez mejores videojuegos más vendidos en el Reino Unido en la primera mitad del año 2003. En marzo de 2003, Capcom informó que vendió 1,4 millones de copias en todo el mundo, y hasta septiembre de 2006 ha logrado vender más de 1.7 millones de copias.